# The Cobweb
The Cobweb is een Amerikaanse dramafilm uit 1955 onder regie van Vincente Minnelli. Destijds werd de film in Nederland uitgebracht onder de titel De verlorenen.

## Verhaal
Dokter Stewart McIver is zopas het hoofd van een psychiatrisch ziekenhuis geworden. De vorige ziekenhuisdirecteur werkt er nog steeds en hij kan het niet verkroppen dat hij zijn positie heeft moeten afstaan. Als hij echtelijke problemen krijgt, zoekt dokter McIver troost in de armen van de knappe Meg Rinehart. Dan zorgen de patiënten voor problemen.

## Rolverdeling
| Acteur          | Personage              |
| --------------- | ---------------------- |
| Richard Widmark | Dr. Stewart McIver     |
| Lauren Bacall   | Meg Faversen Rinehart  |
| Charles Boyer   | Dr. Douglas N. Devanal |
| Gloria Grahame  | Karen McIver           |
| Lillian Gish    | Victoria Inch          |
| John Kerr       | Steven W. Holte        |
| Susan Strasberg | Sue Brett              |
| Oscar Levant    | Mijnheer Capp          |
| Paul Stewart    | Dr. Otto Wolff         |
| Jarma Lewis     | Lois Y. Demuth         |
| Adele Jergens   | Juffrouw Cobb          |
| Edgar Stehli    | Mijnheer Holcomb       |
| Sandy Descher   | Rosemary McIver        |
| Bert Freed      | Abe Irwin              |
| Mabel Albertson | Regina Mitchell-Smyth  |